# Afrotak TV cyberNomads
AFROTAK TV cyberNomads ist ein afrodeutsches Medien-, Kultur- und Bildungsarchiv und soziales Netzwerk. Es wurde am 31. Januar 2001 als cyberNomads in Berlin gegründet. Initiiert wurde die gemeinnützige, politisch unabhängige, entwicklungspolitische Initiative für Bildung, Medien, Kunst, Kultur und Ökologie von Michael Küppers-Adebisi und Adetoun Küppers-Adebisi. Der heutige Name der Initiative besteht seit 2007. Seit Juni 2007 hat Adetoun Küppers-Adebisi die Leitung des Projektmanagements inne.

## Aufgabe
Afrotak engagiert sich für eine gleichberechtigte Partnerschaft zwischen Afrika und Europa und für die Emanzipation der Migranten und der People of Colour, der People of African Descent weltweit, sowie für die Gendergleichberechtigung. Durch die Förderung des bildungspolitischen, medialen, künstlerischen und wissenschaftlichen Austausches will Afrotak auch in Deutschland zu einer Sensibilisierung für migrantische Themen beitragen. Afrotak will sich für den Aufbau von Strukturen einsetzen, die die europäische Definitionsmacht, die das Netzwerk aufgrund postkolonialer ökonomischer, politischer und kultureller Ressourcen als gegeben ansieht, hinterfragen und rassistischen Strukturen zugunsten eines gleichberechtigten Austausches entgegenwirken.

## Geschichte
Für die Bundeszentrale für politische Bildung entwickelte Afrotak von 2000 bis 2001 ein Pilotprojekt zur bildungspolitischen Integration von Migranten, insbesondere der Afrikanischen Diaspora in Deutschland. Von 2001 bis 2005 wurde erstmals eine digitale und historische Bestandsaufnahme der Afrikanischen Diaspora in Deutschland, ihrer Nichtregierungsorganisationen und ihrer Medien über ein Online-Portal geleistet. Einzelpersonen, Medienschaffende, Akademiker und Kunstschaffende haben sich dabei weltweit verknüpft und intern über das Client-Management-System kommuniziert und an der Recherche, der redaktionellen Aufbereitung und Archivierung der relevanten Daten, Informationen und Inhalte mitgearbeitet.
Erste Meilensteine waren die von Afrotak konzipierten und mit Geldern der Bundeszentrale für politische Bildung realisierten Black-Media-Kongresse. Der Capacity-Building-Ansatz der Medienkongresse führte internationale Experten der Diaspora aus Afrika, Europa und den USA in den Bereichen Bildung, Kunst und Medien mit deutschen und zivilgesellschaftlichen Diaspora-Vertretern zusammen:
- 2002 unter dem Titel „Soulpower und Cyberspace“ (in Kooperation mit dem Goethe-Institut Berlin)
- 2003 „Networking Europe“ (in Kooperation mit der Heinrich-Böll-Stiftung Berlin)
- 2004 „Von Berliner Afrikakonferenz 1884 bis Afrofuturismus 2004“ (Black Media Congress Berlin 2004 war Teil des Black-Atlantic-Projektes des Hauses der Kulturen der Welt Berlin). Der May Ayim Award – 1. Schwarzer Deutscher Internationaler Literatur-Award wurde ebenfalls im Rahmen des BMC 2004 realisiert. Fokus der Netzwerkarbeit war weltweit. Die Teilnehmerzahl belief sich auf 500.

Von 2003 bis 2008 entstand so eine dauerhafte Netzwerkstruktur. Weltweit haben in dieser Zeit über 11 Millionen Besucher auf die Inhalte und Publikationen des Bildungsportals zugegriffen. Mehr als 4000 Teilnehmer der Afrikanischen Diaspora haben sich in das soziale Netzwerk eingetragen. Dokumentiert wurde das Netzwerk in den Black German Yello Pages.
Von 2007 bis 2008 wurde das Online-Portal in aktuelle Web-2.0-Applikationen überführt und ein Online-TV-Kanal angegliedert. Afrotak begann 2001 mit dem privaten Multimedia-Archiv von Michael Küppers-Adebisi, der seit 1989 die Afrikanische Diaspora in Deutschland auf Video dokumentiert. Inzwischen ist der Bestand des Archivs auf einen Fundus von über 2000 Videos zu einem Komplex aus folgenden Themen angewachsen: Afrikanische Diaspora in Deutschland von 1900 bis Gegenwart, Rassismus, Integration am Arbeitsmarkt, afrikanische Kunst und Medien in Deutschland, afrikanische Wissenschaftler und Rassismus in Institutionen. Nach und nach soll dieses Archiv der Allgemeinheit als Bildungsdatenbank zur Verfügung stehen.
Im Jahr 2007 trat die südafrikanische Botschaft an Afrotak TV cyberNomads heran. Aufgrund der Expertise im Bereich Medien und Kultur konnte Adetoun Küppers-Adebisi die Afrikanische Diaspora Deutschland bei der Europe Regional Consultative Conference, einem Gremium der Afrikanischen Union, vertreten. Anfang 2008 wurde Adetoun Küppers-Adebisi als Medien- und Pressekoordinatorin in der Funktion der Vizepräsidentin des Diaspora-Komitees Deutschland (Mandat der Afrikanischen Union) bestätigt. Seit 2010 ist Afrotak Gründungsmitglied des Vereins Afrikanische Union Afrikanische Diaspora Deutschland 6. Region e. V. Ebenfalls im Jahr 2009 hat Afrotak für den Migrationsrat Berlin-Brandenburg in den Bereichen Kultur und Medien das Input der Nichtregierungsorganisationen koordiniert und hier auch die Empfehlungen für den Landesaktionsplan gegen Rassismus und ethnische Diskriminierung für Berlin-Brandenburg formuliert.
Im Jahr 2010 wurde Afrotak vom Haus der Kulturen der Welt eingeladen, die Eröffnung für den Gesprächskreis deutscher Kulturinstitutionen zu gestalten. Der Gesprächskreis wurde vom Haus der Kulturen der Welt initiiert, um die notwendige Integration von People of Colour und der People of African Descent in Kulturinstitutionen zu thematisieren. In den Jahren 2009 und 2010 hat Afrotak Podiumsdiskussionen zu den Themen Identität der Afrikanischen Diaspora in Deutschland und Zukunft von Migration sowie in der Heinrich-Böll-Stiftung Struktureller Rassismus in Akademischen Institutionen und im Sport im Rahmen des Black History Month Berlin realisiert (in Kooperation mit der Bundeszentrale für politische Bildung, dem Institute for Cultural Diplomacy, dem Berliner Senat für Integration und der African Union African Diaspora Germany).

## Publikationen
Im Jahre 2004 leitete Afrotak das Projektmanagement für die erste Bestandsaufnahme über die afrikanische Diaspora in Deutschland aus Diaspora-Perspektive. In Kooperation mit dem Antidiskriminierungsbüro wurde eine erweiterte Version in Printform als The Black Book publiziert. Das Buch zum May Ayim Award 2004 wurde vom Orlanda Verlag verlegt. Als Extra liegt eine von Afrotak produzierte Multimedia-CD bei, die die audiovisuellen Beiträge zum Wettbewerb dokumentiert.
Die Dokumentation Brothers Keepers Go East hatte Premiere beim Black International Cinema Festival 2005 in Berlin und begleitete die Hip-Hop-Aktivisten von Brothers Keepers, während sie Schulen im Osten der Republik aufsuchten und mit den Schülern über Rassismus diskutierten. 2010 hat Afrotak mit den Black German Yello Pages, die Dokumentation des Black Media Networks veröffentlicht. Im Jahre 2010 wurde der Aufsatz Negritude – schwarze globale Befreiungsbewegungen des 20. und 21. Jahrhunderts in dem Buch Rassismus auf gut Deutsch – Ein kritisches Nachschlagewerk zu rassistischen Sprachhandlungen publiziert.

## Auszeichnungen
- 2005: Best German Media Project/African Youth Foundation Bonn
- 2006: Benannt unter den 50 wichtigsten Projekten der Afrikanischen Diaspora / African Heritage Magazin, Hamburg
- 2008: Best Media Projekt/Bündnis für Demokratie & Tolerance der Bundesregierung
- 2009: RESPECT Award/Ratschlag für Demokratie – Berliner Senat[4]
- 2010: Best Practice Project – Innovative Kultur & Medien Strategien für Integration / Deutscher InterKultur-Kongress/Bochum
- 2011: Publikumspreis – Medienwettbewerb – Kulturelle Kollisionen / Haus der kulturen der Welt / Berlin

## Erwähnungen
- 2005: Ehrenwerte Nennung Friedenspreis Bremen